# サモンナイト5
『サモンナイト5』（Summon Night5）は、バンダイナムコゲームス（後のバンダイナムコエンターテインメント）より2013年5月16日に発売されたPlayStation Portable用ソフト。

## 概要
旧バンプレストのシミュレーションRPGシリーズ「サモンナイトシリーズ」の1つで、2006年発売の前作『サモンナイト4』より約6年振りのナンバリングタイトル。開発は旧フライト・プランのスタッフが新たに設立した会社・フェリステラが行う。

## 登場キャラクター

### 主人公
男女を選択できる。名前の変更は不可能。『異世界調停機構<ユクロス>』所属の召喚師。幼い頃に異界に落ちた事があり、その時に『響友<クロス>』と出会う。人からの頼み事を断れない性格で、そのお人好しっぷりは周囲の人間から呆れられる程。
異世界の住人とのコミュニケーションを図る事を兼ねて、大家さんの下でアルバイトとしてバーのマスターをしていた頃、その調理技術(主にコーヒーなどのドリンクの淹れ方)の上手さから多くのファンを作ってしまい、調停召喚師となった後も主人公のマスター復帰を望む声が後を絶たない。
フォルス
声 - 神谷浩史
男性主人公。赤毛で、髪型はいわゆる「勇者カット」。
アルカ
声 - 遠藤綾
女性主人公。赤毛のロングヘアーをツーサイドアップにしている。

### 響友<クロス>
誓約を交わした異界の住人。魂の絆で結ばれた彼等、彼女等は、かけがえのない相棒や家族、生涯の友となる。
名前の由来は4人とも主人公が好きな絵本に出てくる英雄に由来している。
ダイス
声 - 代永翼
機界ロレイラルの機界兵士。
知性的でしっかり者の男の子(？)。主人公の良いサポート役となっている。
大きな体をしているが、頭部から下のパーツは外部接続パーツでしかなく、本体は初登場時の姿から変わっていない。
カゲロウ
声 - 柿原徹也
鬼妖界シルターンの鬼人。使用武器は刀。
直情的なところもあるが素直な男の子。いつも主人公と一緒に居たいと思っている。
スピネル
声 - 阿澄佳奈
霊界サプレスの天使。
引っ込み思案で恥ずかしがり屋な女の子。ちょっとヤキモチやきな一面を持つ。使用武器は弓。
天使としての本能的な所から来るのか、悪魔のフローテとは仲が悪い。
ペリエ
声 - 本多真梨子
幻獣界メイトルパの獣人。使用武器はモーニングスター。
甘えん坊で、いつも主人公にくっついている女の子。口下手だが行動での愛情表現は判りやすい。

### 異世界調停機構<ユクロス>
狂界戦争終結後に蒼の派閥と金の派閥が統合された組織で、リィンバウムの均衡を保つ事を目的としている。

#### 上層部
ジンゼルア総帥
声 - 大友龍三郎
異世界調停機構<ユクロス>のトップである初老の男性。眼帯をしており、お茶が大好き。

#### 調停召喚師
主人公と同じ所属のメンバー。誓約を交わした響友同士が力を合わせることで発揮される、『響命召喚術(響命術)』の使い手達。
カリス・ノイラーム
声 - 小野友樹
機械いじりが好きな青年。感情表現がストレートで、曲がったことが嫌いな判りやすい性格。機界ロレイラルの機関と協力してその科学技術を民に還元する貢献をしている「ノイラーム機界技研」を運営する名門「ノイラーム家」の一族の出身。趣味として彼が行う機械修理は機界ロレイラルの機械たちに大好評。
メテオラ
声 - 大川透
カリスの機界ロレイラルの機械人の響友。ノイラーム家の執事且つカリスの世話係のような存在。カリスのことを「坊チャマ」と呼んでいる。斧に変形可能。

ソウケン
声 - 川原慶久
妖の血を受け継いだ、和服の青年。女性的で端正な顔立ちをしており、線の細い容姿だが、自分に厳しく芯が通った性格。植物いじりが趣味。使用武器は錫杖。
カズラマル
声 - 手塚秀彰
ソウケンの祖である鬼妖界シルターンの狐の大妖怪の響友。白い毛並みと数メートルを越える巨体が特徴。昔は暴れん坊だった。

シーダ・アフラーン
声 - 植田佳奈
同僚達のまとめ役を担うほど面倒見の良い少女だが、本当はセクシーな外見。男口調で話しており、通称『アネゴ』。ケーキ屋巡りが趣味。古くから受け継がれている役目を持った一族「アフラーン家」の出身。使用武器はステッキ。
フローテ
声 - 能登麻美子
シーダの霊界サプレスの悪魔の響友。セクシーな外見で、シーダとは姉妹のような関係。本当は少女の姿をしており、響友になる為、シーダに呪いをかけている。その前は気弱な性格から他の悪魔たちに虐められていた。

#### その他
管理官さん
声 - 堀江由衣
異世界調停機構<ユクロス>の膨大な情報管理システムを担う、感性豊かな機械人形の女の子で、機構からは大人気。
個体名としてラディリアという名前を持つが、ジンゼルア総帥と彼女を生み出したマザー以外からはその名で呼ばれることが無いらしく、他の人からその名で呼ばれることに慣れていない。
恋というモノに憧れたりする女性らしい一面もあり、恋愛小説を読んだりしていることもある。

### 警察騎士団<シルヴァリエ>
異世界調停機構<ユクロス>に並ぶ「巡りの大樹（リィンバウム）自由騎士団」を前身とする組織で、警察のような役割。「国家」よりも「人々」を守るのが基本理念。
アベルト
声 - 小野大輔
警察騎士団の一員の男性。主人公とは学生時代からの親友。あまり勤勉とはいえない言動が目立つが、任務に対しては極めて真摯。類い希なる体術の才能を見出され、警察騎士となった後、鬼妖界シルターンのシノビの戦闘術を修めている。使用武器は二刀一対の小太刀と投具。
イェンファ
声 - 折笠富美子
警察騎士団に連なる特殊部隊の一つで、エリートの女性だけで構成されている櫻花隊の一員の女性。生真面目な性格。甘いものが好きなど女性らしい趣味もあるが、恥ずかしいのかそのことを表には出さないようにしている。使用武器は東洋風の細剣と拳銃。
とある凶悪犯捜索の為、主人公の任務に同行して情報を探っている。

### セイヴァール響界学園
セイヴァールにある学校。各異世界からの留学生も受け入れている。卒業後は「異世界調停機構」「警察騎士団」「誓央連合」の3つの組織に就職する者が多い。

#### 上層部
『サモンナイト3』の主人公の男女が選択肢によって決まる。
レックス
声 - 櫻井孝宏
『サモンナイト3』に登場した男主人公で、この学園の大校長。「魔剣」の影響で無限の時を生きる存在へと化している。
アティ
声 - 川澄綾子
『サモンナイト3』に登場した女主人公で、上記に同じ。
クレシア・カミシロ（上代）
声 - 茅野愛衣
大校長の代理人を務める女性。ルエリィの姉。街に突き刺さった遺跡「ナギミヤ(那岐宮)」の市民の末裔。

#### 生徒
ルエリィ・カミシロ（上代）
声 - 福圓美里
セイヴァール響界学園に通う、召喚士を目指す女生徒で、クレシアの妹。前髪にうさぎのキャラクターのピンをつけている。フォルス/アルカの学生時代の後輩で、いつも彼（彼女）の後ろを小動物のようについて行った。姉のクレシアと同じく、「ナギミヤ(那岐宮)」の市民の末裔。使用武器は槍。甘い物好きで、下校時の甘味屋巡りが趣味で、付き合わされる友人をして「執念を感じる」と言わしめるほど。
プリモ
声 - 小岩井ことり
ルエリィと誓約を交わし、パートナーとなったオレンジ色のロップイヤーウサギの姿をしている動物。鳴き声は「キュイ」。

ノイ
声 - 塙愛美
ルエリィの親友で、ツッコミ役のような存在。

### 犯罪集団「真紅の鎖」
メドゥ
声 - 西村知道
組織の元締めであるカメの獣人。
アトシュ
声 - 浜田賢二
組織の若頭。鎖を使って戦う。粗暴な性格で、ヘマをした部下に厳しく罵倒するほど。正々堂々は弱者の言い訳だと考えていて、卑劣な罠を仕掛けるのも厭わない。
エクセラ&ヴェローチェ
声 - 小倉唯（エクセラ）&石原夏織（ヴェローチェ）
組織の工作員である双子の姉妹。金髪で紫の衣装がエクセラで、銀髪で黄色の衣装がヴェローチェである。彼女たちの歌声は聴衆に様々な影響をもたらす。アトシュ達に歌わせてもらえないことに不満を感じている。
実はエクセラとヴェローチェは本当の姉妹ではなく、召喚士と響友の関係である。エクセラは真紅の鎖に拾われる前は劇団に所属していて、何かのトラブルに遭って声が出なくなる。ヴェローチェは幻獣界メイトルパの深海に棲む水棲亜人ディーパスである。エクセラは「声を手に入れて歌いたい」、ヴェローチェは「二本足で陸を歩きたいし、世界を巡りたい」という願いがあり、その願いをかなえるために契約する際エクセラはヴェローチェに人間の姿を、ヴェローチェはエクセラに声を与えた。

### その他のキャラクター
エルスト
声 - 杉田智和
フォルス/アルカの憧れだった召喚士。
ガウディ
エルストの響友である機械ロレイラルの機械。黒縁眼鏡をかけている。

ギフト
声 - 遊佐浩二 / 小林ゆう（幼少期）
主人公と同い年の親友だったエルストの弟。
トルク
声 - 真田アサミ
鍛冶職人の中でも最高の技術を持った「ワイスタァン鍛冶師」の末裔である男の子。仕事も趣味も特技も武器鍛造と言うほど、鍛冶に一途。生意気な口調の裏には向上心が強く、いつか自分の最高の武器を作りたいと思っている。使用武器は大剣とマスケット銃。
アンヴィル
声 - 小林ゆう
トルクの響友である、幻獣界メイトルパの炎トカゲ。
基本的に「メラ」としか喋らない。

大家さん / ラウラ
声 - たかはし智秋
フォルス/アルカが学生時代にアルバイトしていたカフェのオーナーである、悪魔の女性。当ゲームにおいてこのカフェはアイテムなどを取り扱うショップの役割も担っている。
本名はラウラ。ルチルとは同僚関係であり、物語終盤にてサプレスの大悪魔「強欲の貴婦人」に仕える七人の悪魔商人の一人である事が発覚する。
ゲロッパ
声 - 志賀克也
大家さんの使い魔で、宝箱のような姿をしている。

龍姫 / オウレン
声 - 沢城みゆき
鬼妖界シルターンで知らぬ者はいないと讃えるほどの大人物の女性。
その正体は龍神イスルギの娘にしてその後継者である鬼妖界の重鎮。本名はオウレン。
秘宝「雨下櫻香」と共にリィンバウムへとお忍びで入国した際には真紅の鎖の襲撃を単身で返り討ちにする等、相当な実力者である事がうかがえる。
イェンファは彼女の直属部隊「櫻花隊」の隊員であり、上司と部下の関係。また、狂界戦争以前のかつてのリィンバウムでは大校長の下で勉学に勤しんだ過去がある。
シリーズでは度々その存在が示唆されており、『サモンナイト4』に登場するセイロンが探していた姫君とは彼女の事であったのが『サモンナイトU:X』にて明らかになっている。
ルチル&ムギュ
声 - 中原麻衣（ルチル）&塙愛美（ムギュ）
『サモンナイトエクステーゼ 夜明けの翼』と『サモンナイト4』のゲスト出演だが、外見が大幅に違っている。
ライジン
声 - 杉野田ぬき
風雲郷に構える道場の師範。体格だけでなく声も大きい。
アベルトも彼の道場で武術を学んだ。
マネマネ天師
声 - 今井昭暢
水晶の森に住む、フォルス/アルカに変身した天使。『サモンナイト3』に登場するマネマネ師匠と同じ役割。
マネマネ師匠の名は本来は幽霊が名乗る名前らしく、天使である彼は天使の[天]の文字と、師匠の[師]を掛け合わせてマネマネ天師と名乗っている。